# Nicolae Lupan
Nicolae Ione Lupan (n. 16 martie 1921, Cepeleuți, România – d. 25 ianuarie 2017, Paris, Franța) a fost un jurnalist basarabean, militant activ pentru eliberarea teritoriilor românești de sub ocupația sovietică.
Născut în Cepeleuți, Regatul României (azi în Republica Moldova), Lupan a luptat de partea Armatei Române în cel de-al Doilea Război Mondial. Ulterior, în RSS Moldovenească, ajuns editor-șef la postul TeleRadio Moldova, în anul 1958. A fost concediat în anul 1970, deoarece a fost membru al Frontului Național Patriotic, fiind acuzat de acțiuni pro-românești. În 1974 a emigrat împreună cu familia sa în Belgia. 
A fost unul dintre liderii marcanți ai exilului românesc, conducând asociații de români basarabeni și nord-bucovineni. A lucrat timp de 12 ani la Radio Europa Liberă, prezentând știri pentru "regiunea dintre Prut și Nistru". Timp de 20 de ani a scris rubrică „Ziarul Românesc” al ziarului canadian Hamilton. Lupan a fost președintele Asociației Pro-Basarabia și Bucovina (asociație fondată în 1950 de Nicolae Dianu și reactivată de Lupan în 1975).
Jurnalistul a decedat pe data de 25 ianuarie 2017 în Paris.
Fiul său, Victor Lupan, este de asemenea jurnalist și regizor.